# Libia Stella Gómez
Libia Stella Gómez (El Socorro, 1969) es una cineasta y guionista colombiana, reconocida principalmente por haber dirigido y escrito las películas La historia del baúl rosado (2005), Ella (2015) y  Un tal Alonso Quijano (2020).

## Carrera
Gómez nació en el municipio de El Socorro en 1969. En la década de 1990 se desempeñó como documentalista y guionista para el canal Señal Colombia. Su ópera prima, el largometraje La historia del baúl rosado, fue estrenada en los cines colombianos el 11 de noviembre de 2005 y obtuvo premios y reconocimientos a nivel local e internacional. Su siguiente largometraje, Arista son, vio su estreno en el año 2011, seguido de El traje nuevo del emperador de 2014.
En 2015 escribió y dirigió un nuevo largometraje, titulado Ella, el cual fue exhibido en varios festivales a nivel internacional y ganó el premio a mejor película en la competencia internacional del Festival Latinoamericano de Cine de Tigre en la Argentina. En 2020 se estrenó a nivel digital su nueva producción cinematográfica, Un tal Alonso Quijano.

## Filmografía destacada
- 2005 - La historia del baúl rosado
- 2011 - Arista son
- 2014 - El traje nuevo del emperador
- 2015 - Ella
- 2020 - Un tal Alonso Quijano